# Lutjanus fuscescens
Lutjanus fuscescens es una especie de peces de la familia Lutjanidae en el orden de los Perciformes.

## Morfología
• Los machos pueden llegar alcanzar los 40 cm de longitud total.

## Hábitat
Es un pez de mar de clima tropical.

## Distribución geográfica
Se encuentra en la China, las Filipinas, Indonesia, Nueva Guinea, las Islas Salomón y Nueva Caledonia.